# Ildong-myeon
Ildong-myeon (koreanska: 일동면)  är en socken i kommunen Pocheon i provinsen Gyeonggi i den norra delen av Sydkorea, 55 km nordost om huvudstaden Seoul.